# Наруто
„Наруто“ е японска манга, написана и нарисувана от Масаши Кишимото. Сюжетът разказва историята на млад нинджа, който постоянно търси признание и се стреми да стане Хокаге – нинджата в селото, смятан за лидер и най-силен от всички. Сериите са базирани на уан-шот комикс, написан от Кишимото, публикуван през 1997 в брой на Акамару Джъмп (Akamaru Jump).
Мангата е публикувана за пръв път от Шуейша през 1999 в 43-тото издание на японското списание Шонен Джъмп. Все още се издава, като са излезли 51 танкобон тома. По-късно по мангата е направено аниме, което се продуцира от Студио Пиеро и Аниплекс. Премиерата на анимето е по ТВ Токио и Анимакс на 3 октомври 2002. Началната серия се състои от 900 епизода, докато Наруто: Шиппууден, продължение на оригиналните епизоди, се излъчват от 15 февруари 2007. Като допълнение към анимето, Студио Пиеро направи 6 филма и няколко оригинални видео анимации (ОВА). Други видове мърчъндайз включват компютърни игри и карти за игра, разработени от няколко компании.
До 36 том, мангата е продала над 71 милиона копия само в Япония. ВИЗ Медия издава преведена версия в американския Шонен Джъмп. „Наруто“ става най-добре продаваната поредица на ВИЗ Медия. Към днешна дата на английски са преведени първите четиринадесет тома.

## Сюжет
Внимание:  Текстът по-долу разкрива сюжета на произведението (или части от него)!
Наруто Узумаки е младо момче, в което е запечатана Курама (Деветоопашатата Лисица Демон). Дванайсет години преди началото на историята, Лисицата атакувала Коноха- селото скрито в листата, убивайки много хора. За да спаси Коноха от сигурна гибел, водачът на селището и нинджите в него – Четвъртият Хокаге – се жертва, за да запечата демона в Наруто, още в деня на раждането му. Жителите на Коноха обаче се отнасяли с Наруто така, все едно самият той е демона и го избягвали през по-голямата част от детството му. Третият Хокаге, който заменил Четвъртия след смъртта му, издал закон никой да не споменава атаката на Лисицата над Коноха. Това включвало Наруто, който не знаел за демона вътре в него. Години по-късно, Наруто е подмамен от нинджата предател Мизуки да открадне свитък със забранени техники, но е спрян от учителя си – Ирука Умино. Мизуки нарушава забраната да се разкрие истината за запечатването на демонът и така Наруто научава, че той е затворът за Деветоопашатата Лисица. Когато Ирука е тежко ранен, защитавайки Наруто от Мизуки, Наруто използва джуцу, което е научил от свитъка и създава многобройни клонинги на самия себе си, Сенчеста Клонираща Техника, за да победи Мизуки.
Главната история проследява Наруто и съвипускниците му от Академията за Нинджи. Наруто се сприятелява със Саске Учиха и Сакура Харуно, които заедно с него са в Отбор 7, под надзора на талантливия нинджа Какаши Хатаке. Както всички останали отбори в селото, Отбор 7 трябва да изпълнява мисии и молби на селяните, например да свършат домакинската работа или да са охранители на някого. След няколко мисии, Какаши разрешава на отбора да участва на изпита за Чуунин, който им позволява да придобият по-висок ранг и да участват в по-трудни мисии. По време на изпита, Орочимару – най-търсеният престъпник от Коноха, атакува селото и убива Третият Хокаге за отмъщение. Един от трите легендарни нинджи – Джирайя, е натоварен със задачата да намери бившата си съотборница – Цунаде, избрана да стане Петият Хокаге. По време на търсенето, се разкрива, че Орочимару иска да привлече Саске, заради изключителните му способности и генетично наследство. Вярвайки, че Орочимару може да му даде силата, нужна му да изпълни отмъщение над брат си Итачи, който е избил целият му клан, Саске избягва при него. Цунаде изпраща група от нинджи, включително и Наруто, за да върнат Саске в Коноха, но Наруто се проваля в опита си да го победи и да го върне. Наруто не се отказва и напуска Коноха, за да се обучава през следващите две години и половина, с Джирайя като настойник, който го подготвя за следващата му среща със Саске.
Завръщайки се в селото след обучението си, мистериозна организация наречена Акатсуки се опитва да залови деветте могъщи опашати зверове, запечатани в нинджи от различни страни, включително и Деветоопашатата лисица в Наруто. Няколко нинджи от Коноха, включително и Отбор 7 се борят срещу членовете на Акацуки и търсят Саске. Въпреки че успяват да спасят Гаара – приемникът на Едноопашатия Демон, Акацки залавят седем от зверовете. През това време, Саске предава Орочимару и се изправя срещу Итачи, за да изпълни отмъщението си. След като Итачи умира в битката, Мадара Учиха – задкулисният и истински лидер на Акацуки, казва на Саске, че първенците на Коноха са заповядали на Итачи да избие клана си. Разярен от това разкритие, Саске се присъединява към Акатски, за да унищожи Коноха. Междувременно, след като няколко от членовете на Акатски са победени от нинджите на Коноха, официалният им лидер Пейн, нахлува в селото, в опит да залови Наруто. Въпреки това, Наруто го побеждава и го убеждава да напусне организацията.
Мадара известява официално, по време на среща на петте Каге – водачи на петте села нинджи, в основата на военната мощ на петте най-силни страни, че иска да залови демоните, за да създаде толкова силна илюзия, че да може да контролира цялото човечество, с цел да бъде наложен траен мир. Тези села отказват да му помогнат, понеже осъзнават, че това на практика означава премахване на техния свят – светът на шинобите, и се обединяват срещу него обявявайки началото на Четвъртата Велика Нинджа война.
Наруто отива на островът на костенурката с цел – да се обучава с Килър Бии. Там той взима под свой контрол Кюби, за което му помага майка му (Кушина) и така Наруто разбира истината за живота на родителите си. Кисаме от Акацуки ги напада и вижда къде крият останалите опашати зверове – Кюби и Хачиби. Наруто, активирайки Мъдрец формата и опитвайки да излезне от това място, вижда, че неговите приятели се бият на живот и смърт, за да го предпазят и открива войната между хората, и избягва с Хачиби, за да я прекратят.
След това се разкрива подготовката за тази война. Петте Каге правят няколко отряда за нападение, а помощникът на Мадара – Кабуто използва Едо Тенсей, за да съживи всички силни и мъртви хора като армия + 100 000 Бели Зетсута. Така започва войната. Лошите са намислили тактика: когато едно Зетсу се бие с някой, то може да се превърне в него и да заблуди съюзниците му, но Наруто има клетки, от които разбира кой е истинският и кой е фалшивият. Петте Каге отиват на бойното поле и се изправят срещу истинския съживен Мадара. Те изпращат Наруто да отиде да прекрати войната. Съживеният Итачи отива със Саске на мястото, където се укрива Кабуто. Там те го побеждават и прекратяват Едо Тенсей, но не могат да спрат съживеният Мадара. За да разбере още информация за миналото, Сасуке призовава Орочимару от тялото на Анку и Оро се съгласява да му помогне. Когато Наруто побеждава неговите опоненти и някои са от Акацуки, той се изправя срещу Мадара-Обито и започва да се бие срещу него и Какаши-сенсей, както и Гай-сенсей му помагат. Наруто успява да овладее пълната форма на Кюби преди да се срещне с другите Биджута и техните джинчурикита. След като Наруто чупи маската на Мадара се оказва, че това е Обито – съученик на Какаши. Всички са в шок и Обито обвинява Какаши за смъртта на Рин-съученичка на Какаши и Обито, която според „истинската смърт на Обито“, тя е поверена на Какаши, но тя се саможертва. След това на тяхното бойно поле се появява Мадара и се съюзява с Обито. Наруто и Килър Бии се опитват да провалят опитът на Обито и Мадара Учиха да призоват Джуби. Но след опит да счупят обвивката, която го пази и призовава, Джуби не умира, а се призовава и започва да бъде контролиран от Мадара и Обито. Тогава на помощ да унищожат Джуби се изправят нинджите от петте велики обединени нации. Междувременно, Саске с помощта на Орачимару съживява предишните 4 хокагета и разбира цялата истина за случката с клана Учиха. След това той прави своя избор и заедно с хокагетата тръгва към бойното поле. Започва битката с Джууби, a след това Обито става негово джинчурики. През това време Мадара и Хаширама (първия хокаге) се бият помежду си. След дълга битка Наруто и приятелите му побеждават Обито и освобождават опашатите зверове. Обито разбира грешката си и опитва да използва риннегана си, за да съживи загиналите войни, но бива измамен от черния зетцу и съживява Мадара напълно като това го прави много по-силен. Така той става джинчурикито на джууби и почти убива Наруто и Саске. Докато те са в безсъзнание мъдрецът на шестте пътя Рикудоу сенин им дава нови сили. Двамата започват битка срещу Мадара, но той активира безкрайното тсукьоми. Саске успява да защити от генджуцото само отбор 7, всички останали биват хванати в него освен 4те хокагета. След това Мадара бива измамен от черния зетцу като се оказва, че той е създаден от Кагуя (майката на мъдреца на шестте пътя). Кагуя използва тялото на Мадара и започва битка срещу Наруто и Саске с убежденито, че те вредят на нейния свят.

## Детайли за мангата
Премиерата на „Наруто“ е през 1999 година в списанието на Shueisha – Weekly Shōnen Jump. Първите 238 глави са познати като част I и представляват първата част от историята на „Наруто“. Манга главите 239 до 244 обхващат gaiden серии, фокусиращи се върху произхода на персонажа Какаши Хатаке. Всички последвали глави принадлежат към Част II, която продължава историята от Част I, след две години и половина напредване във времето. Английската адаптация на мангата „Наруто“ е лицензирана от Viz и се издава на части от Shonen Jump версията на Viz. Все още няма никаква информация за евентуално издаване на мангата „Наруто“ в България.
До август 2008, в Япония са издадени 43 тома от Shueisha, като първите двадесет и седем тома съдържат Част I, а останалите шестнадесет принадлежат към Част II. Първият том е пуснат в продажба на 3 март 2000 година, а четиридесет и третият е издаден на 4 август 2008 година. В допълнение, четири тома, всеки съдържащ ани-манга базирана на първите четири филма за „Наруто“, са издадени от Shueisha. Viz са издали 30 тома от английската адаптация на мангата.

## Детайли за анимето
Първата част на „Наруто“ се съдържа от 220 епизода, разделени в 9 сезона. Има и три филма към нея.
Втората част на „Наруто“ се казва „Наруто: Ураганни Хроники“ и има 500 епизода и 7 издадени филма.
Излъчва се „Боруто“, който има 207 епизода и 1 филм.

## В България
В България сериалът започва на 1 октомври 2007 г. по Jetix. До края на лятото на 2008 г. е излъчен до 104-ти епизод и след това се повтарят. След ребрандирането на Disney Channel излъчването е преустановено.

### На български
- Наруто Манга – Utsukushii Team Архив на оригинала от 2014-12-18 в Wayback Machine.
- Наруто Манга – Draconis
- Българският портал за Анимета с много информация за „Наруто“
- Гледай онлайн „Наруто“[неработеща препратка]
- Гледай онлайн „Наруто Шипуден“[неработеща препратка]
- Гледай онлайн „Наруто SD“[неработеща препратка]
- Гледай online „Наруто“ Архив на оригинала от 2012-05-02 в Wayback Machine.
- Гледай online „Наруто SD“[неработеща препратка]
- Наруто България Архив на оригинала от 2016-10-22 в Wayback Machine.

### На английски
- Сайтът за аниме DubbedAnime Архив на оригинала от 2021-03-20 в Wayback Machine. online всички 220 епизода, вкл и трите филма (Boruto, сериалът за сина на Наруто, също го има до 105 епизод)

- Сайта за „Наруто“ на VIZ Media (САЩ) Архив на оригинала от 2009-12-19 в Wayback Machine.
- Страницта на Shonen Jump за „Наруто“ (САЩ) Архив на оригинала от 2008-01-22 в Wayback Machine.
- Страницта на Cartoon Network за „Наруто“ (САЩ) Архив на оригинала от 2008-01-25 в Wayback Machine.
- „Наруто“ в  Internet Movie Database
- „Наруто“ в TV.com

### На японски
- Официалният японски уебсайт
- Страницата на TV Tokyo за „Наруто“
- Страницата на TV Tokyo за „Наруто: Ураганите хроники“
- Страницата на студио Pierrot за „Наруто“ Архив на оригинала от 2016-08-29 в Wayback Machine.